# Giulio I Rátót
Giulio (I) Rátót (in ungherese Rátót nembeli (I.) Gyula; ... – 1239) fu un potente feudatario e nobile ungherese che ricoprì diverse cariche secolari sotto i re Andrea II e Béla IV.
Propiziatore della fortuna della famiglia Rátót, era il secondogenito di Leustachio Rátót, che ricoprì la carica di voivoda di Transilvania dal 1176 al 1196.   Poiché Giulio I non ebbe discendenti, suo fratello Ratoldo, ispán (comes) del comitato di Somogy, trasmise il nome della discendenza per i suoi due figli.
La sua influenza cominciò a percepirsi e crebbe durante il regno di Andrea II, tanto da consentirgli di servire in qualità di ispán del comitato di Nitra nel 1214. Fu giudice reale tra il 1219 e il 1221, oltre a ricoprire l'incarico di ispán del comitato di Keve. Perse la propria carica in occasione della crisi che coinvolse l'Ungheria e che portò alla promulgazione della bolla d'oro del 1222, la quale riduceva i poteri del monarca in favore della nobiltà. Successivamente ricoprì diversi incarichi di secondaria importanza, diventando ispán del comitato di Moson (1221), Bihar (1222) e Vas (1225).
Giulio I fu nominato voivoda della Transilvania nel 1229. In quel periodo, si avvicinò al duca Béla, divenuto duca di Transilvania nel 1226, in seguito all'intesa stipulata tra il re e suo figlio dopo una serie di conflitti per il trono. Il fatto che suo cugino e prevosto di Zagabria, Mattia Rátót, ricoprisse la carica di cancelliere di Béla, futuro re d'Ungheria, potrebbe aver giocato un ruolo nel suo tradimento. Giulio ricoprì l'incarico di voivoda fino al 1231. È plausibile che si tratti di quel «Iula» menzionato in un documento del novembre del 1233 di Innocenzo, vescovo di Sirmia, che ricoprì la carica di bano di Severino forse fino al 1235. Quando Béla IV ascese al trono nel 1235, Giulio fu nominato giudice reale per la seconda volta e rimase in carica fino alla sua morte nel 1239. Oltre a ciò, ricoprì pure l'incarico di ispán dei comitati di Csanád (1235) e Keve (1236-1238).